# T.C. Carson
Terrence C. Carson (Chicago, Illinois, Estados Unidos; 19 de noviembre de 1958) es un actor estadounidense, conocido por interpretar a Kyle Barker en la comedia de Fox Living Single, y como el primer actor en interpretar a Kratos en la serie de videojuegos God of War, desempeñando el papel de 2005 a 2013. También ha sido la voz de Mace Windu en varios medios de Star Wars.

## Biografía
Sus inicios como actor han sido participando en musicales como The Wiz, Dreamgirls y Ain't Misbehavin' y en películas como Livin' Large y Firehawk antes de tener un papel estable como Kyle Barker en la serie Living Single. Como actor de voz ha realizado la voz de Samuel en la serie animada Clifford y la voz de Mace Windu en la serie animada Star Wars: Guerras Clónicas. También ha actuado como Eugene Dix en la película Destino final 2.
Ha tenido varios papeles en videojuegos, entre ellos se cuentan la voz de Guillo en Baten Kaitos Origins, la voz de Kratos, el personaje principal de la saga God of War y la voz de Touchstone en Syphon Filter: Dark Mirror.
También ha prestado su voz para una exhibición en audio llamada The Bible Experience.

## Filmografía

### Televisión
- Tales of the Jedi: Mace Windu (2022)

- Black Lightning: Eldridge (2018)

- Greenleaf: Reggie (2017)

- El Mentalista: Joe Reyes (2011)
- Afro Samurai: Espadachín (voz) (2007).
- Polly and Marie: Bartholomew (2007).
- Star Wars: Guerras Clónicas: Mace Windu (2005).
- Half & Half: Kyle Barker (2005).
- Destino final 2: Eugene Dix (2003).
- Clifford: Samuel, Bombero Campbell (voz) (2002).
- Nature Boy: Nat King Cole (2002).
- Living Single: Kyle Barker (1993-1998).
- Key West: Abednigo 'JoJo' Nabuli (1993).

### Videojuegos
- God of War: Ascension: Kratos (voz) (2013)
- Mortal Kombat 9: Kratos (voz) (2011)
- God of War III: Kratos (voz) (2010).
- God of War: Ghost of Sparta: Kratos (voz) (2010).
- God of War II: Kratos (voz) (2007).
- Saints Row: Anthony Green (voz) (2006).
- Syphon Filter: Dark Mirror: Touchstone (voz) (2006).
- Baten Kaitos Origins : Guillo (voz) (2006).
- The Outfit: JD Tyler (voz) (2005).
- Star Wars: Battlefront II: Mace Windu (voz) (2005).
- Star Wars Episodio III: La Venganza de los Sith: Mace Windu (voz) (2005).
- God of War: Kratos (voz) (2005).
- EverQuest II: Grimgash (voz) (2004).
- Star Wars: The Clone Wars: Mace Windu (voz) (2002).
- Pirates: The Legend of Black Kat: Maestro Vudú (voz) (2002).
- Star Wars: Galactic Battlegrounds: Mace Windu (voz) (2001).